# Família Konoe
La família Konoe (Konoeke, abans xinès: 近蠁衞家) va ser una branca legítima de la família Fujiwara Kita, una família noble de la família GosetsuPrimer, un dels ducats de la família Hua. Es diu que és la casa amb l'estatus més proper a l'emperador entre els vassalls. L'escut de la família és la peònia de Konoe. La persona més destacada de la família Konoe és Fumimaro Konoe, que va servir com a primer ministre tres vegades a principis del període Showa. Un altre nom és la família Yang Ming.

## Història
Feudalisme

El cognom real és Fujiwara, i es va establir a finals del període Heian com l'avantpassat del quart fill (fill gran substancial) de Sekishiro Fujiwara Tadamichi, el regent Konoe Motomi. L'origen del cognom és que el Motomichi del nen va anomenar la mansió que dóna a Konoe Oji, al nord de Kyoto Konoe, a l'est de Muromachi, "Konoe-den". També s'anomenava "Yangming" perquè era el bulevard Konoe el que conduïa cap a l'est i l'oest a través de la porta prohibida de Yangming. Hi ha dos tipus de famílies Setseki: Konoe-ryu i Kujo-ryu, però Konoe-ryu és el quart fill de Fujiwara no Tadamichi, i Kujo-ryu és l'avantpassat del sisè fill, i és Konoe-ryu qui va servir com a cap del clan Fuji primer, i es diu que és una escola legítima.
Se sap que el 2n Motomichi es va oposar al seu oncle pro-shogunat Kujo Kanemi (el fundador de la família Kujo) com a col·laborador proper del papa Go-Shirakawa a principis del període Kamakura. La família Konoe de 3a generació va començar a utilitzar l'escut de peònies com a escut de cotxe durant els anys Kenpo i Jokyu, i després d'això, la peonia Konoe es va convertir en l'escut familiar de la família Konoe.
A mitjan període Kamakura, la família Takashi va ser establerta pel quart fill d'Ieji, Kanehira. En un moment durant les dinasties del Nord i del Sud, la família Konoe es va dividir en dues escoles, Iehira-ryu i Kyohei-ryu, i Konoe Kyotada (fill d'Iehira) al costat de la Dinastia del Sud i Konoe Mototsugu (fill de Kyohei) al costat de la Dinastia del Nord van entrar en conflicte.
En el període Muromachi, la família Konoe, a diferència de les famílies Nijo i Ichijo, només podia servir durant un o dos anys, fins i tot si es convertia en Sekihaku, Guerra Onin. Mentre que la família Nijo estava en dificultats econòmiques des de l'època de l'any, el seu estatus es va elevar, En el període Sengoku, va pujar a la posició més alta de la família dels Cinc Regents, i va produir erudits i cal·lígrafs com Shotsu.
Konoe Maehisa va estar en conflicte amb Oda Nobunaga el 1575 (Tensho 3) i va fugir a la província de Satsuma i va rebre la protecció del clan Shimazu, però el 1578 (Tensho 6), la situació va millorar, de manera que va tornar a Tòquio. El seu fill Nobuyo també va dimitir com a ministre d'esquerres en conflicte amb Toyotomi Hideyoshi, el fill de la família Konoe, el 1591 (Tensho 19) per oposar-se al nomenament de Toyotomi Hidetsugu com a Sekihaku, però quan Hideyoshi va començar a enviar tropes a Corea, es va oferir voluntari per servir a l'exèrcit. Va suplicar perdó a l'emperador Goyosei, però l'emperador sorprès va ordenar a Hideyoshi que dissuadís Nobuyo, i Hideyoshi va ordenar a Genji Maeda que l'aturés. Després d'això, es va dir que pertorbava l'harmonia amb l'entorn i es va distribuir a Satsuma. Més tard, va ser perdonat i va tornar a Tòquio, i després de la mort de Hideyoshi, es va convertir en Sekihaku. Com que Nobuyo no tenia hereu, la seva germana Maeko va tenir una fortuna amb l'emperador Goyosei al començament del període Edo, i va adoptar Shinomiya com el seu fill adoptiu i va fer Konoe Nobuhiro. Per tant, la família Konoe després d'això també s'anomena el Regent Imperial (la posició de ser un descendent masculí que es va separar directament de la Família Imperial va continuar fins als temps moderns, però el senyor actual, Konoe Tadayoshi, és el segon fill entre Hosokawa Gosada i la segona filla de Konoe Fumimaro, Atsuko, així que l'emperador SeiwaTot i que és descendent masculí de l'emperador Goyosei, no és descendent masculí de l'emperador Goyosei). A finals del període Edo, la finca de la família Konoe era de 2862 koku. Els vassalls del període Edo incloïen la família Saito, la família Satake, la família Nakagawa, la família Kitakoji, la família Imakoji, la família Shindo, la família Oyama, la família Nakahara i la família Matsui. Família Samurai Yoshimura, família Shimizu, família Anheiji, família Tachino, família Kuritsu, família Kimura, família Matsui, família Hayashi, família Kaji, família Imakoji, família Nakamura, etc. El temple de Bodhi és el temple de Daitokuji a Kyoto.
De les cinc famílies regents, només la família Konoe va rebre un nom amb lletra de l'emperador a l'edat de set o vuit anys. Per exemple, Konoe Tadahee rep un nom de l'emperador Mitsukaku, i Konoe Tadafusa rep un nom de l'emperador Hirohito.
Durant el període samurai, la cort imperial va ser completament suprimida i era difícil per a la família Konoe produir persones que poguessin tenir un paper important, però al final del shogunat, els moviments de la cort imperial van passar de sobte al centre d'atenció i tots els problemes, ja fossin afers exteriors o interns, no podien continuar sense la voluntat de Kyoto. En aquestes circumstàncies, Konoe Chuhee va tenir l'oportunitat d'exercir un gran poder polític per primera vegada en molt de temps com a cap de la família Konoe. Al mateix temps, els alts i baixos polítics es van intensificar, i va ser expulsat a la Gran Presó d'Ansei, i quan Naohiro II va ser derrotat, va ser restituït, però estava ocupat amb la unió d'armes públiques, de manera que va ser expulsat de nou amb el col·lapse del shogunat a la segona meitat del shogunat. Aviat va ser indultat, però es va retirar fins a la jubilació, adonant-se que la seva carrera política, que ja tenia més de 60 anys, havia acabat.

## Era post-Meiji
Després de la Restauració, quan l'emperador Meiji es va traslladar a Tòquio, els nobles de Kyoto es van traslladar a Tòquio un darrere l'altre, però Tadahee es va quedar a Kyoto durant un temps, i en lloc d'això el fill il·legítim de Tadahee, Konoe Tadafusa, va ser nomenat per a un càrrec governamental important i es va traslladar a Tòquio, i Tadafusa va heretar el patrimoni el 12 de juny de 1873 (Meiji 6) a causa de la retirada del seu pare També va caure malalt el mes següent i va morir. Chunghee, que havia posat les seves esperances en la prosperitat política de Chubo, va quedar molt desenganyat. El fill il·legítim de Tadafusa, Konoe Atsumaro, va heretar el patrimoni. Després que el seu pare es traslladés a Tòquio, va ser crdiat per Chunghee a Kyoto, però poc després de la seva antiga jubilació, es va traslladar a Tòquio per treballar com a camarlenc al Ministeri de la Casa Imperial. En aquest moment, Chunghee també va decidir traslladar-se a Tòquio.
Meiji 2 (1869) 17 de juny Administradors. Quan la família oficial i la família daimyo es van integrar i va néixer el sistema familiar xinès, la família Konoe també es va alinear a la família xinesa com una antiga família oficial
Meiji 3/12/10 Ieroku és ara 1469 stone 5 dou als Estats Units {nota, 1} Basant-se en l'Ordenança per a l'emissió de certificats de bons públics Kinroku del 5 d'agost de Meiji 9, la quantitat de bons Kinroku pagats a canvi d'Ieroku és de 59.912 iens, 70 sen 3 厘 (114è entre els beneficiaris xinesos). La residència d'Atsumaro en aquell moment era a Nibancho, Kojimachi-ku, ciutat de Tòquio. L'orde familiar en aquell moment era Yutaka Miyama, Nobuyoshi Kaieda.
Amb l'establiment de la Peerage Act el 1884 (Meiji 17), Atsumaro va rebre el títol de duc. Després que la Casa dels Pars es va establir el 1890 (Meiji 23), Atsumaro es va convertir en membre de la Casa dels Pars sense elecció com a duc, va formar una facció dins de la Casa dels Pars i va participar activament en la política com a president de la Casa dels Pars i president de l'Associació de Cultura Comuna d'Àsia Oriental. Va treballar dur per alimentar la naixent política parlamentària. A més, l'Associació de Cultura Comuna d'Àsia Oriental, dirigida per Atsumaro, va atreure molts intel·lectuals d'arreu del país interessats en temes asiàtics, i es va convertir en una base per a la política asiàtica del Japó. L'emperador Meiji també va ordenar en privat a Atsumaro, a través del Gran Cambrel, que informés de les opinions que tingués a voluntat. Aquest va ser un moviment inusual, però va ser degut a la relació especial entre la Casa Imperial i la família Konoe, així com un reconeixement a la perspicacia excepcional d'Atsumaro. Atsumaro era conegut com un nacionalista, i quan les tensions amb Rússia augmentaven la vigília de la guerra russo-japonesa, va ser un dels defensors més ferms de la guerra amb Rússia al Japó.
Molta gent va intentar apropar-se a Atsumaro, una figura destacada del món polític, per aconseguir el seu coneixement i patrocini, i hi havia un flux constant de gent esperant a la cua a la casa de la família Konoe amb l'esperança d'aconseguir l'honor d'una audiència amb ell. El seu fill, Fumimaro Konoe, recorda que quan va viatjar a la regió de Tohoku, inclosos Aizu i Sendai, li va fer gràcia veure els adults fent-se una reverència davant d'ell tres vegades i nou vegades, i que quan era nen es va adonar de l'enormitat del poder del seu pare es diu que aquestes experiències van contribuir al seu caràcter misantròpic.
La primera esposa d'Atsumaro, Enko, era la cinquena filla de Maeda Yoshiyasu (de la família Kaga Maeda Marquès), i la seva segona esposa, Sadako, era la sisena filla de la mateixa família.
Després de la mort d'Atsumaro, el seu fill gran, Fumimaro, va heretar el títol de duc el gener de 1904. El 1916, es va convertir en membre de la Cambra dels Pars com a duc i va exercir com a membre del consell del Ministeri de la Casa Imperial de Sochiryo, que examinava les qualificacions dels membres de la noblesa i els presidents de la Cambra de l'Est i de l'Alt Comandà Acadèmia de Cultura, i va exercir com a primer ministre tres vegades a principis del període Showa (els primers ministres 34è, 38è i 39è). El 1938 es va promulgar la Llei de Mobilització Nacional, que va permetre l'adquisició de companyies d'energia elèctrica privades locals i l'organització de nou grans companyies d'energia elèctrica. El seu germà petit, Hidemaro, també és conegut com a director d'orquestra. A Hidemaro se li va concedir el títol de vescomte com a membre d'una branca de la noblesa.
Com a cap de les cinc famílies regents, la família Konoe ocupava una posició especial entre la noblesa, i es deia que Konoe Fumimaro era l'únic membre de la família que tenia permís per parlar amb les cames creuades davant de l'emperador.

## Postguerra
El novembre de 1945, poc després de la Segona Guerra Mundial, Fumimaro Konoe es va oferir a renunciar al seu títol de duc, assumint la responsabilitat de la derrota del Japó a la guerra, i va escriure que esperava passar la resta de la seva vida com un ciutadà normal.
L'esposa de Fumimaro, Chiyoko (nascuda l'1 de gener de 1896, morta el 15 de setembre de 1980), era la segona filla del vescomte Mori Takanori (de la família Saeki Mori).
El fill gran de Fumimaro, Fumitaka, estava servint al 3r Regiment d'Artilleria Pesada al final de la guerra, però després d'una ordre d'alto el foc, es va desarmar i es va rendir a l'exèrcit soviètic. Quan les autoritats soviètiques es van assabentar que Fumitaka era el fill gran de Fumimaro, van idear un pla per enviar-lo com a espia a la política japonesa, però Fumitaka si va negar i va ser detingut i condemnat a 25 anys de presó a Sibèria, on va morir, al sòl gelat d'una febre alta el 29 d'octubre de 1956.
L'esposa de Fumitaka, Masako (nascuda el 27 de setembre de 1924), era la segona filla de Mitsuaki Otani (el tercer fill del comte Mitsutaka Otani).
L'actual cap de família, Tadateru Konoe, ha exercit com a president de la Societat de la Creu Roja Japonesa (actualment president honorari) i president de la Federació Internacional de Societats de la Creu Roja i de la Mitja Lluna Roja. Tadateru era de la família del marquès Hosokawa i era el segon fill del marquès Hosokawa Morisada i la segona filla de Fumimaro, Atsuko. Va ser adoptat per l'esposa de Fumitaka, Masako, i va succeir a la família Konoe. Per cert, Morihiro Hosokawa, antic primer ministre (79è) i antic governador de la prefectura de Kumamoto (45è i 46è), era el germà gran de Tadateru. L'esposa de Tadateru va ser la primera filla del príncep Mikasa Takahito, la princesa Nene.
El seu fill gran, Tadahiro (nascut el 18 de juliol de 1970), que és el següent cap de família, ha treballat per a NHK i actualment treballa com a cineasta i professor al Concurs de Poesia Imperial d'Any Nou.

## Antics caps
Àlgebra

| Posició | Retrat                         | Nom (any de naixement i mort)  | relació!                                                                           | Notes                          | |
| ------- | ------------------------------ | ------------------------------ | ---------------------------------------------------------------------------------- | ------------------------------ | --- |
| 1       | .                              | . Konoe Motozane (1143-1166)   | . El quart fill de Fujiwara no Tadamichi                                           | . Segon rang Regal Primer rang | . Kanpaku(1158-1165) Regent(1165-1166) Publicat com a Gran Ministre |
| . 2     | .                              | . Konoe Motomichi (1160-1233)  | . El fill gran de l'anterior                                                       | . Primer rang                  | . Regent(1179-1180, 1196-1198) Regent(1180-1183, 1184-1186, 1193-1203) |
| 3       | .                              | . Konoe Iezane (1179-1243)     | . El fill gran de l'anterior                                                       | . Primer rang                  | . Kanpaku(1206-1207, 1221-1224) Regent(1207-1221, 1224-1229) Gran Ministre(1) |
| . 4     | .                              | . Konoe Kanetsune (1210-1259)  | . El tercer fill de la generació anterior                                          | . Primer rang                  | . Kanpaku(1242) Regent(1247-1252) Gran ministre(1241-1242) |
| 5       | . Fitxer:Konoe Motohira.jpg    | . Konoe Motohira (1246-1268)   | . El fill gran de l'anterior                                                       | . Primer rang                  | . Regent (1267-1268) |
| 6       | . Fitxer:Konoe Iemoto.jpg      | . Konoe Iemoto (1261-1296)     | . El fill gran de l'anterior                                                       | . Primer rang                  | . Kanpaku (1289-1291, 1293-1296) |
| . 7     | .                              | . Konoe Iehira (1282-1324)     | . El fill gran de l'anterior                                                       | . Primer rang                  | . Regent (1313-1315) |
| 8       | .                              | . Konoe Tsunetada (1302-1352)  | . El fill gran de l'anterior                                                       | . Primer rang                  | . Kanpaku (1330, 1336-1337 (Cort del Sud)) |
| 9       | .                              | . Konoe Tsunehira (1287-1318)  | . Oncle de l'anterior cap de família (segon fill d'Iemoto)                         | . Primer rang                  | . Ministre esquerre (1316-1318) |
| 10      | .                              | . Konoe Michitsugu (1333-1387) | . Net del senyor anterior (fill del fill del senyor anterior Mototsugu)            | . Primer rang                  | . Kanpaku (1361-1363 (Cort del Nord)) |
| 11      | .                              | . Konoe Kanetsugu (1333-1387)  | . Fill de la generació anterior                                                    | . Primer rang                  | . Regent (1387-1388 (Cort del Nord)) |
| 12      | .                              | . Konoe Tadatsugu (1383-1454)  | . Fill de la generació anterior                                                    | . Primer rang                  | . Regent (1408-1409) |
| 13      | .                              | . Konoe Fusatsugu (1402-1488)  | . Fill de la generació anterior                                                    | . Primer rang                  | . Kanpaku (1445-1447) Dajo Daijin |
| 14      | .                              | . Konoe Masaie (1444-1505)     | . Fill de la generació anterior                                                    | . Primer rang                  | . Kanpaku (1479-1483) Dajodaijin |
| . 15    | .                              | . Konoe Hisamichi (1472-1544)  | . Fill de la generació anterior                                                    | . Primer rang                  | . Kanpaku (1493-1497, 1513-1514) Dajo DaijinPlantilla:Small (1514-1517) |
| . 16    | .                              | . Taneie Konoe (1502-1566)     | . Fill de la generació anterior                                                    | . Primer rang                  | . Kanpaku (1525-1533, 1536-1542) DajodaijinPlantilla:Small (1538-1541) |
| . 17    | .                              | . Konoe Masahisa (1536-1612)   | . El fill gran de l'anterior                                                       | . Primer rang                  | . Kanpaku (1554-1568) Dajo Daijin. |
| . 18    | .                              | . Konoe Nobutada (1565-1614)   | . Fill de la generació anterior                                                    | . Primer rang                  | . Regent (1605-1606) |
| . 19    | .                              | . Konoe Nobuhiro (1599-1649)   | . Nebot de l'anterior cap de família (fill de la Maehisa, Maeko)                   | . Primer rang                  | . Quart fill de l'emperador Goyozei Regent |
| . 20    | .                              | . Konoe Naotsugu (1622-1653)   | . Fill de la generació anterior                                                    | . Primer rang                  | . Emperador Goyozei, segon en la línia masculina Regent |
| 21      | .                              | . Konoe Motohiro (1648-1722)   | . El fill gran de l'anterior                                                       | . Primer rang                  | . Emperador Goyozei 3r descendent masculí Regent(1690-1703) Primer ministre(1709-1710) |
| . 22    | .                              | . Konoe Iehiro (1667-1736)     | . El fill gran de l'anterior                                                       | . Primer rang                  | . Emperador Goyozei, 4t descendent masculí Regent(1707-1709) Regent(1709-1712) Primer ministre(1711) |
| . 23    | .                              | . Konoe Iehisa (1687-1737)     | . El fill gran de l'anterior                                                       | . Primer rang                  | . Emperador Goyozei, 5è descendent masculí Regent (1726-1736) Primer ministre. |
| . 24    | .                              | . Konoe Naimae (1728-1785)     | . El fill gran de l'anterior                                                       | . Primer rang                  | . Emperador Goyozei, 6è descendent masculí Regent(1757-1762, 1772-1778) Regent(1762-1772) Primer ministre- 2n duc                                                                                         |
| . 31    | .                              | . Konoe Fumitaka (1915-1956)   | . El fill gran de l'anterior                                                       | . Cinquè rang                  | . Emperador Goyozei 13è descendent masculí Tient de l'exèrcit Després de la guerra, Detingut a Sibèria |
| . 32    | . Fitxer:Tadaki Konoe 2008.jpg | . Konoe Tadataka (1939-viu)    | Fill adoptiu de l'esposa anterior (segona filla de Fumimaro i segon fill d'Atsuko) | . Cap                          | . Germà petit de Hosokawa Morihiro President de la Societat de la Creu Roja Japonesa(2005-2019) President de la Federació Internacional de les Societats de la Creu Roja i de la Mitja Lluna Roja(2019)\| |

## Lloc de residència de Konoe
La mansió de la família Konoe va ser construïda al segle XVI al nord-oest del Palau Imperial de Kyoto. Aquest lloc és ara el campus de la Universitat de Doshisha, i hi ha monuments de pedra que marquen el lloc de la mansió de la família Konoe. El Tresor Nacional "Uesugi-hon Rakuchu Rakugaizu byobu" (Pintures de pantalla a Kyoto i als voltants) representa cirerers plorant dins de la residència, i la residència també es deia Sakura no Gosho (Palau Imperial de Sakura) L'antiga residència de Konoe es va convertir en una fàbrica per a "Japan Battery Company" el 1895 (Meiji 28), i més tard va ser comprada per la Universitat de Doshisha com el seu campus de Shinmachi el 1959 (Showa 34). Les excavacions al lloc actual del campus Shinmachi de la Universitat de Doshisha han descobert les restes d'un mur al límit de la finca i al cim d'un turó, juntament amb un bol de celadó xinès amb el caràcter "Vista" escrit amb tinta vermella.
El palau de l'oficina governamental de la família Konoe, construït a l'estil Shinden-zukuri, es va traslladar al temple Saidaiji a Nara i s'utilitza com a Sala Aizen-do. Es desconeix el motiu exacte, però per la inscripció de l'edifici se sap que va ser donat per a la filla de Tokugawa Muneharu, Yoritsune (Reijuin), que era l'oficina de l'aleshores primer ministre de Konoe. L'edifici d'estil sukiya i la casa de te de la família Konoe es van traslladar al castell de Nishio a la prefectura d'Aichi. L'entrada principal es va traslladar a la Sala Bishamon-do, un sub temple del temple Tofuku-ji i al temple Shorin-ji a Kyoto, i encara avui s'utilitza com a sala.
Quan la família Konoe es va traslladar per primera vegada a Tòquio a l'era Meiji, es van traslladar a diversos llocs a mesura que l'estatus social d'Atsumaro va canviar, però el 1902 es van traslladar a una mansió a la zona de Shimo-Ochiai (a l'oest de l'estació de Mejiro, on es troba la Universitat Gakushuin)[47]. Encara avui, hi ha molts edificis d'apartaments i instal·lacions que porten el nom "Konoe". A més, s'ha erigit un monument a Atsumaro Konoe a Shimo-Ochiai 2-chome.
A més, quan Tadahiro Konoe es va traslladar a Tòquio, va fer construir una mansió al terreny annex a la Casa Imperial a Kojimachi 7-chome, que li va ser donada per ordre especial de l'emperador Meiji.
La vil·la de la família Konoe, Ogigaiso, situada a Ogikubo, Suginami Ward, Tòquio, on va viure Fumimaro i on van tenir lloc moltes reunions secretes abans de la guerra, encara es conserva i es conserva com a Parc Ogigaiso.
A més, a la zona de Kitayama de Kyoto, dins dels terrenys de Toyamaso, la vila de Kyoto de la família Konoe, hi ha la Biblioteca Yomei Bunko, que emmagatzema valuosos materials històrics, inclosos molts tresors nacionals transmesos per la família Konoe.

## La fortuna i les finances de la família Konoe
La finca feudal de la família Konoe
Al final del període Heian, Fujiwara no Tadamichi, que ocupava la majoria dels territoris del regent, en va transmetre la majoria al seu fill gran Konoe Motozane (alguns van passar a Fujiwara no Masashi), i després de la seva mort Konoe Motomichi els va heretar, establint així els territoris de la família Konoe.
El "Catàleg de finques familiars de Konoe", escrit l'octubre de 1253 (Kencho 5) durant el període de mitjans de Kamakura, enumera 153 finques, excloent les finques oban i les finques disperses, de les quals 14 eren de gestió privada de bessoudenchi, 50 eren finques honjo per a les quals es va recollir una certa part de la terra, 5 de les quals es donaven els drets del temple, 4 eren donats a temples i santuaris pels quals es donava el dret bàsic de recaptació d'impostos, 60 eren finques honjo per a les quals la família exercia deures com a senyorials, i 20 eren vassalls de senyors locals amb certs drets d'interès. No obstant això, set dels 14 Betsu-sōdenchi de propietat privada es van convertir en el domini de la família Takatsukasa quan la família es va separar de la família Konoe.
Durant el període Nanboku-cho, la família Konoe també es va separar, amb la línia Konoe Iehira i la línia Konoe Tsunehira enfrontant-se a les finques familiars, però es creu que la majoria de les finques van ser heretades per Konoe Mototsugu de la línia Tsunehira. El novembre de 1336 (el primer any d'Engen i el tercer any de Kenmu), la Cort del Nord va concedir a Mototsugu 25 territoris, inclòs Enami-sho a la província de Settsu, però aquest no era tot el territori de la família Konoe en aquell moment.
Segons els Afers Diversos de la Família Konoe, Yoroku (Yoroku dels Afers Diversos de la Família Konoe), que cobreix el període des de 1478 (Bunmei 10) fins a 1505 (Eisho 2) durant el primer període Sengoku, fins i tot durant aquest període quan les cases senyorials estaven sent desmantellades La primera de les guerres era inevitable, i el 1524 (Taei 4), la quantitat de terra que no era propietat de la família Konoe va superar en diverses vegades la quantitat de terra que posseïa el domini oficial.
Després de la unificació del Japó per Oda Nobunaga i Toyotomi Hideyoshi durant el període Azuchi-Momoyama, els clans Oda i Toyotomi van concedir feus a la família Konoe, i el 1601 (el 6è any de l'era Keicho) el clan Tokugawa els va concedir un feu de 1.798 koku, que va augmentar a 1.795 koku.

## Territori a finals del període Edo
El territori de la família Konoe al final del període Edo, calculat a partir de la "Base de dades de registres d'investigació d'antics estats i territoris antics" del Museu Nacional d'Història del Japó, és el següent: (15 pobles, més de 2.862 koku)
- Província de Yamashiro, districte de Kii - 1 poble
- Del poble de Kisshoin - 55 koku
- Província de Yamashiro Comtat d'Uji - 1 poble
- De les cinc terres - 383 koku
- Província de Yamashiro, comtat de Kuze - 1 poble
- Del poble de Biwasho - 394 koku
- Província de Settsu Districte de Kawabe - 12 pobles
- Poble Mandalaji - 166 koku
- Del poble de Tonosaki - 114 koku
- Outer Castle Village - 56 koku
- Poble de Takahata - 31 koku
- Poble de Noda - 117 koku
- Uematsu Village - 264 koku
- Poble d'Enshoji - 19 koku
- Minami Nakaji Village - 38 koku
- Kitanakakoji Village - 72 koku
- Poble de Konyoko - 148 koku
- Kitakoji Village - 283 koku
- Itami Village - 716 koku

## Situació financera després del període Meiji
La beca familiar, establerta el 10 de desembre de 1870, era de 1.469 koku 5 to en termes actuals d'arròs.
La quantitat de bons governamentals registrats en or emesos a canvi d'estipendis familiars el 1876 (Meiji 9) era de 59.912 iens 70 sen 3 rin. Entre tots els receptors de subvencions de la noblesa, ocupa el lloc 114, però entre els antics nobles aristocràtics, ocupa el quart lloc després de la família Sanjo (65.000 iens), la família Iwakura (62.298 iens) i la família Kujo (61.071 iens).
El 1889 l'emperador Meiji va atorgar un total de 100.000 iens a cinc de les cinc antigues famílies regents: el duc de Konoe, el duc de Takatsukasa, el duc de Kujo, el duc de Nijo i el duc d'Ichijo. Aquesta va ser la consideració de l'emperador per evitar que les antigues cinc famílies regents, que tenien una relació especial amb la família imperial, caiguessin en decadència. Això va conduir a la creació de l'"Antiga Subvenció per a la noblesa de la cort" el 1894 utilitzant els fons propis de l'emperador, i els interessos de la subvenció es van distribuir a l'antiga paritat de la cort. Com a resultat, la família Konoe, com a antiga família noble de la cort, va poder rebre un dividend de 900 iens dues vegades a l'any.

Com a resultat de les activitats polítiques cridaneres de tres generacions de la família Konoe sota Tadahisa, Tadafusa i Atsumaro, la família Konoe es va endeutar cada cop més, i a la segona meitat de 1877 (Meiji 10), el seu deute havia arribat als 15.000 iens, convertint-los en un dels més grans entre els antics nobles de la cort i aristòcrates. Konoe Fumimaro va recordar: 
| « | "Les activitats polítiques del meu pare van donar lloc a un gran deute, i quan jo tenia 14 anys i vaig perdre el meu pare, les finances de la nostra família no eren gens riques. (Omit) Hi havia un home ric que, com que no el podíem pagar en efectiu, ens va oferir un rotllo penjat com a garantia, però ens va rebutjar tres vegades sense pietat". | » |

## Afers domèstics de la família del duc de Konoe
El cap de casa del duc de Konoe era el majordom, que anava seguit per un criat de la llar, tres o quatre criats de la casa, un porter, un cotxer, una mestressa i sis o set nois d'encàrrec. Les criades incloïen quatre dames grans, dos joves, dues dames jubilades, cinc dames de mitjana edat i set dames més joves. El paper de les dones grans i de les dames de mitjana edat era encarregar-se de les necessitats personals del mestre i la seva dona i els seus fills, i moltes d'elles eren escollides entre persones d'alt estatus, com els de famílies samurais. Renten la roba del seu amo, però fan que la seva germana petita netegi la seva pròpia roba. Les dones grans no eren referides pels seus noms reals sinó per noms artístics com Shikishima, Iwase, Tamai i Chino.
== Costums de la família Konoe
La família Konoe tenia una dieta extremadament frugal. Un àpat típic consistia en una sopa i dos guarniments, la sopa normalment era una sopa de tofu transparent, i els guarniments consistien en peix bullit o a la planxa i escabetx. A més, la sopa sovint es refredava quan es transportava pel llarg passadís. La família Konoe va viure una vida frugal perquè tenien molts empleats en comparació amb la seva riquesa i, per tant, van haver de reduir les seves despeses de vida. Sadako Konoe, dona d'Atsumaro Konoe (la madrastra de Fumimaro), que s'havia casat amb la família del marquès Maeda, una de les famílies més riques i prestigioses entre els antics senyors feudals i aristòcrates, es deia que no va poder suportar els àpats senzills que servia el duc Konoe perquè havia viscut una vida luxosa a la seva casa menjar boníssim com ella volia.
Quan Tadahiro Konoe era viu, la família Konoe no va tenir un escenari per al Festival de les noies al març, sinó que va col·locar una catifa escarlata sobre les estores de tatami i va alinear les nines a sobre. "En general, es diu que les nines Dairi-bina representen l'Emperador, però l'Emperador és un déu i seria irrespectuós representar la seva imatge, de manera que no poden ser l'Emperador. Sens dubte, aquestes nines són representacions de nobles. No hi ha cap raó per la qual un membre de la família Konoe, que són els nobles més alts, hagi de mirar a la plataforma d'un aristócrata." mort, es va fer normal que la família Konoe mostrés també les nines a la plataforma. Des del període Meiji, la família Konoe no ha instal·lat kadomatsu (decoració tradicional de pi japonès) el dia d'Any Nou, sinó que ha erigit la bandera japonesa.

## Famílies de branques i famílies ramificades
Família Awataguchi

Va ser fundada quan Tadayoshi, el Gon Dainagon (principal conseller d'estat) que era el segon fill de Motozane Konoe, el fundador del clan Konoe i un noble a principis del període Kamakura, va prendre el nom d'Awataguchi del topònim Awataguchi a l'est de Kyoto. La família va continuar com una branca de la família Konoe fins al primer període Nanboku-cho, però es va extingir amb la mort de Tadasuke, el Gon Dainagon (Gran Ministre d'Estat) i el besnét de Tadayoshi.
Altres branques de la família Awataguchi incloïen la família Kinugasa, que va néixer d'Ieyoshi (el ministre de l'Interior), el segon fill del Tadayoshi de la primera família Awataguchi, i la família Fujii, que va néixer de Noritsugu, el segon fill del Motoyoshi de la segona família Awataguchi (els Gon Dainagon), però es van morir dins d'aquestes poques generacions.
La família Awataguchi, una família baronial de la noblesa, no està relacionada amb la família Awataguchi de la branca Konoe.
Família Kitakoji

La família Kitanokoji va ser establerta per Michitsune (el ministre de la Dreta), el segon fill de Konoe Motomichi, el segon cap de la família Konoe, però la família va morir amb el seu besnét Michikage.
A més, les dues famílies Kitakoji que van passar de la noblesa de la cort a convertir-se en famílies vescomtes de la noblesa (la família Kitakoji del llinatge Hino i la família Kitakoji del clan Oe) no estan relacionades amb la família Kitakoji, una branca del clan Konoe, la primera és una línia estreta del llinatge Hino, i la segona és la línia directa del clan Oe.
Muromachiya

La família Muromachi es va establir amb el tercer fill de Motomichi, Kanemoto (Gon Dainagon), però es va extingir amb el seu besnét Fuyukane (Junior de tercer rang, capità mig esquerre).
A més, la família Muromachi, una família noble i comtal del clan Urin, no té relació amb la família Muromachi, una branca del clan Konoe, i és una branca de la família Saionji de la línia Kan'in (una família noble i duc de la noblesa).
Família Konoe Okamoto

La família descendia d'Iehira, el fill gran del sisè cap de la família Konoe, Iemoto Konoe, i era el descendent directe original de la família Konoe.
No obstant això, van entrar en conflicte amb la línia del segon fill d'Iemoto, Tsunehira, i durant el període Nanboku-cho, es van posar del costat de la Cort del Sud, donant lloc a una separació de la línia de Tsunehira, que es va posar del costat de la Cort del Nord. A mesura que el bàndol de la Cort del Sud va decaure, el poder del clan Konoe Okamoto també va disminuir, i la família es va extingir després de tres generacions, perdent la seva línia principal davant la línia de Tsunehira.
Família vescomte Konoe

La família remunta les seves arrels al segon fill del duc Konoe Atsumaro, Konoe Hidemaro.
Hidemaro es va separar de la família principal Konoe el gener de 1919, i va ser nomenat vescomte a la noblesa a causa dels èxits del seu pare Atsumaro.[64] Hidemaro era reconegut com a compositor i director d'orquestra. També va ser elegit i va servir com a vescomte a la Cambra dels Lords. La seva dona Yasuko és filla del vescomte Mori Takanori. A principis del període Showa, la residència de la família del vescomte Konoe es trobava a Shimo-Ochiai, barri de Yodobashi, Tòquio.

Àlgebra

| 1   | . | . Konoe Hidemaro (1898-1973)     | . Segon fill de Konoe Atsumaro        | . Shoshii | . Emperador Goyozei 12è descendent masculí Primer Vescomte Membre de la Casa dels Pars Compositor director d'orquestra                                                             |
| . 2 | . | . Konoe Hidetake (1931-2003)     | . Segon fill de la generació anterior |           | . Emperador Goyozei, 13è descendent masculí Director de l'Institut de Música de Konoe Departament de Cerimònia de l'Agència de la Llar Imperial Director del Departament de Música |
| 3   | . | . Konoe Hajime (1962-encara viu) | . El fill gran de l'anterior          |           | . Emperador Goyozei, 14è descendent masculí President de l'Institut de Música de Konoe                                                                                             |

## Relació amb les famílies Shimazu i Tsugaru
El clan Shimazu de Satsuma va tenir una relació de mestre i vassall durant el període Kamakura, i aquesta relació va continuar durant els períodes Kamakura, Muromachi, Azuchi-Momoyama i Edo. Durant el període Edo, el shogunat va vigilar de prop els contactes entre nobles i daimyo, però no va poder evitar la relació entre les famílies Konoe i Shimazu. Quan una filla de la família Shimazu es va casar amb el shogunat Tokugawa, va ser adoptada a la família Konoe abans de casar-se amb el shogunat Tokugawa (com l'esposa de Tokugawa Ienari, Mikiko, i l'esposa de Tokugawa Iesada, Keiko (Tenshoin).
El clan Konoe també va tenir una relació vassall amb el clan Tsugaru, els senyors del domini Hirosaki, i el 1593 (el segon any de Bunroku), Tsugaru Narinobu va rebre l'escut de la peònia i l'arbre genealògic com a emblema familiar pel clan Konoe. Gràcies als seus estrets vincles amb la família Konoe, el clan Tsugaru va ser capaç d'entendre la situació política central, prendre decisions precises i, sovint, recolzar el cavall guanyador. Durant el setge d'Odawara de Toyotomi Hideyoshi, va ser un dels primers a sotmetre's a Hideyoshi, i a la batalla de Sekigahara, es va unir a l'exèrcit de l'Est a causa de les seves connexions amb la família Konoe, i, el senyor del domini de Tsugaru, s'uniria a ells. Ell li va enviar una carta explicant-li l'estat actual del món i persuadir-lo de no actuar precipitadament. Com a resultat, la família Tsugaru es va posar del costat de les forces governamentals i va salvar el domini d'Akita, que també formava part de les forces governamentals, i pels seus èxits, Tsugaru va ser l'Ordre de Primera Classe de Tsugaru. El 1878, el germà petit de Konoe Atsumaro, Hidemaro, va ser adoptat per Tsugaru Tsugaru, i després de la mort de Tsugaru el 1916, el va succeir amb el títol de comte.

## Referència genealògica
- "7000 Greatest Japanese Surnames: A Comprehensive View of Cognom Classificació: Fujiwara Sekke-ryu".[2]
- "Família Konoe [Sekke] - Kugyoruibetsufu (Història dels nobles de la cort)". Consultat el 6 de juny de 2017.
- "Famílies extintes i famílies de santuaris [Keninukai, Akishino, Asano, Aso, Ariwara, Awata, Awataguchi, Agioin] - Kugyoruibetsufu (Història dels nobles de la cort) Consultat el 6 de juny de 2017.
- "Famílies extintes i famílies de santuaris [Katsura, Katsuragi, Kinugasa, Baekje, Kibi, Kowata, Koryo, Koma]".
- "Fujii [Mitja família] - Kugyoruibetsufu (Història dels cortesans)".
- Enciclopèdia de l'emperador mundial "Konoe"
- Enciclopèdia de l'emperador mundial "Mizutanigawa"

1. ↑  
  - * Okubo Toshiaki, Portraits of Japan: Secret Album of Former Imperial Families and Peers (Volum 2), Mainichi Shimbun, 1990 (Heisei 2). ISBN 978-4620603124.
2. ↑  cota 1934 , p. 2351.